# Veleda

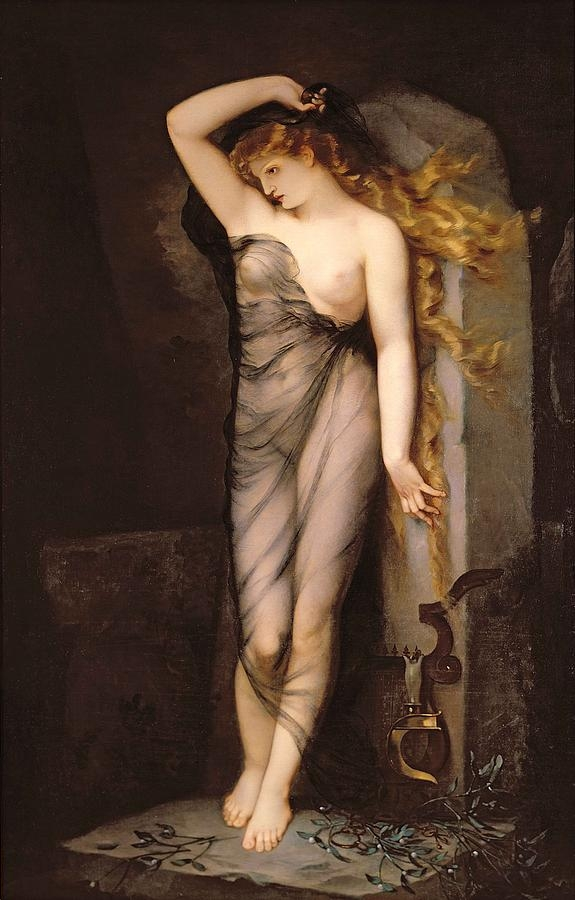
André Charles Voillemot, Velleda, 1869

Veleda byla kněžka a věštkyně germánského kmene Brukterů. Během Batávského povstání v letech 69-70 předpověděla počáteční úspěch tohoto povstání a byla mnohými považována za božstvo. Římský historik Publius Cornelius Tacitus ji zmínil v roce 98 ve svém díle De origine et situ Germanorum...
| „ | Germáni dokonce věří, že ženy mají v sobě něco božského a věšteckého, nepohrdají proto jejich radami a dbají na jejich výroky. Sami jsme přece za vlády zbožněného Vespasiana zažili, že Veleda byla u mnohých z nich považována za božstvo. | “ |

Ruský lingvista Roman Jakobson vyložil její jméno z indoevropského kořene *wel „vidění, průzračnost, prozření“, z kterého také odvodil jméno slovanského Velese, baltského Velniase, severského Ulla a védského Varuny.

## Veleda v umění
Veleda je hrdinkou triviálního historického románu Velleda, ein Zauberroman (1795) německé spisovatelky Benedikte Naubertové, či románu Welleda und Ganna (1818) německého romantického spisovatele Friedricha de la Motte Fouquého. Je také jednou z postav sci-fi povídky Poaula Andersona Star of the Sea (1991) a objevuje se v historických detektivních románech Železná ruka (1992) či Saturnálie (2007) anglické spisovatelky Lindsey Davisové.
Veleda je rovněž titulní postavou opery Velleda (1835) německo-amerického skladatele Eduarda Sobolewskiho.
Ve výtvarném umění vytvořil sochu Veledy roku 1845 francouzský sochař Hippolyte Maindron a roku 1877 rovněž francouzský sochař Laurent Marqueste. Známý je rovněž obraz Velleda francouzského malíře Andrého Charlese Voillemota z roku 1869.